# Beta Trianguli Australis
Désignations
Beta Trianguli Australis (β TrA / β Trianguli Australis) est une étoile de la constellation du Triangle austral. Elle est à environ 40,1 années-lumière de la Terre.
Beta Trianguli Australis est une étoile jaune-blanc de la séquence principale de type spectral F1V. Sa magnitude apparente est de +2,83. Le télescope spatial Spitzer a mis en évidence que l'étoile présente un excès d'émission dans l'infrarouge. Cela suggère qu'elle pourrait héberger un disque de débris en orbite.
Elle possède une compagne de 14e magnitude distante et de 155 secondes d'arc recensée dans les catalogues d'étoiles doubles et multiples. Il s'agit d'une double purement optique.